# دوین دیواسکوئز
دوین دیواسکوئز (به انگلیسی: Devin DeVasquez) (زاده ۲۵ ژوئن ۱۹۶۳) مدل ، بازیگر آمریکایی است.
از فیلم‌های معروف او می‌توان به بازی در فیلم نمی‌توانید عشق مرا بخرید اشاره کرد.